# Leon Pöhls
Léon-Maurice Pöhls (* 1. Mai 1997 in Hamburg) ist ein deutsch-bosnischer Fußballtorwart. Er spielt seit Sommer 2025 für KS Vllaznia Shkodra in der Kategoria Superiore in Albanien. Zuvor stand er sechs Jahre bei den Shamrock Rovers unter Vertrag, mit denen er von 2020 bis 2023 viermal in Folge irischer Meister wurde.

## Karriere
In der Jugend spielte Pöhls unter anderem bei Eintracht Norderstedt in der B-Junioren-Bundesliga, bevor er in die USA ging, um dort einen Highschool-Abschluss zu machen. Anschließend zog es ihn nach England, wo er mit einem Fußball-Stipendium der i2i Soccer Academy an der York St John University International Business Management studierte. Gleichzeitig spielte er beim unterklassigen Tadcaster Albion FC. Nach einem überzeugenden Auftritt in einem Testspiel gegen die Shamrock Rovers wurde er vom irischen Verein zum Probetraining eingeladen und bekam anschließend einen Profivertrag angeboten. Er unterschrieb zunächst für zwei Jahre bei den Rovers. Nach seiner Verpflichtung zur Saison 2019 war Pöhls bei den Rovers zunächst zweiter beziehungsweise dritter Torhüter hinter Routinier und Stammtorwart Alan Mannus. So kam er bis zur Saison 2022 nur gelegentlich zu Einsätzen in der ersten Mannschaft. Sein Profidebüt gab er am 1. April 2019 im Zweitrundenspiel des League of Ireland Cup gegen die Bray Wanderers. 2020 absolvierte er, um Spielpraxis zu sammeln, zehn Spiele für die zweite Mannschaft der Rovers in der First Division, der zweiten irischen Liga. Im darauffolgenden Jahr, am 5. November 2021 kam er beim 3:1-Sieg gegen den Waterford FC zu seinem ersten Spiel in der League of Ireland. Ein Jahr später bestritt er am 3. November 2022 in der Conference League bei der 0:1-Auswärtsniederlage gegen Djurgårdens IF sein erstes Europapokalspiel. Von Mai bis Juli 2023 stand er nach einer Fingerverletzung von Mannus zum ersten Mal über einen längeren Zeitraum im Tor der ersten Mannschaft. In dieser Zeit absolvierte er 12 Ligaspiele in Folge über 90 Minuten. Nach Mannus' Karriereende im Herbst 2023 war Pöhls in der gesamten Saison 2024 die Nummer eins im Tor der Rovers, allerdings verloren die Rovers im November 2024 In einem dramatischen Saisonfinale den Titel in letzter Sekunde an den Shelbourne FC. Pöhls konnte anschließend auch in der UEFA Conference League gute Leistungen zeigen, unter anderem bei einem überraschenden Unentschieden bei Rapid Wien, womit es den Rovers gelang in diesem Wettbewerb erstmals die Play-Off-Spiele zu erreichen. Trotzdem verpflichteten die Rovers Anfang 2025 den ehemaligen U21-Nationaltorhüter Edward McGinty, der anschließend von Chefcoach Stephen Bradley zum neuen Stammtorhüter befördert wurde. In der Folge kam Pöhls zu zwei Einsätzen im Frühjahr 2025 nach einem Platzverweis gegen McGinty im Ligaspiel gegen Derry City. Im Juli 2025 gab der Verein dann seinen Wechsel zu KS Vllaznia Shkodra in die albanische Kategoria Superiore bekannt. 

## Erfolge
Shamrock Rovers
- Irischer Meister: 2020 (ohne Einsatz), 2021, 2022, 2023
- Irischer Pokalsieger: 2019 (ohne Einsatz)

## Sonstiges
Pöhls ist Sohn einer Bosnierin und eines Deutschen.